# The Calcium Kid
The Calcium Kid (Kid Puños de Calcio en Latinoamérica) es un falso documental británico cómico que fue lanzado en 2004. La película es presentada en el estilo de un documental ficticio o un "Mockumentary". Orlando Bloom es un lechero y un boxeador amateur. Billie Piper y Michael Peña también aparecen. Es dirigida por Alex De Rakoff y producida por Working Title Films.

## Sinopsis
Jimmy Connelly (Orlando Bloom) es un lechero que se adentra en el centro de atención después de que un peleador, Pete Wright (Tamer Hassan), se lesiona. Bajo el mánager Herbie Bush (Omid Djalili), Jimmy debe pelear contra el campeón de peso medio del mundo, José Méndez (Michael Peña). Incluye numerosas referencias a Rocky.

## Elenco
- Orlando Bloom como Jimmy Connelly.
- Michael Peña como José Mendez.
- Billie Piper como Angel.
- Rafe Spall como Stan Parlour.
- Tamer Hassan como Pete Wright.
- Omid Djalili como Herbie Bush.
- David Kelly como Paddy O'Flanagan.
- Mark Heap como Sebastian Gore-Brown.
- Michael Lerner como Artie Cohen.
- John Joyce como Jon Wright.
- Cathy Dunning como Joyce Wright.
- Frank Harper como Clive Connelly.